# Gobemouche fiscal
Sigelus silens
Genre
Espèce
Statut de conservation UICN

 LC  : Préoccupation mineure
Le Gobemouche fiscal (Sigelus silens) est une espèce de passereaux de la famille des Muscicapidae.
Son épithète normalisée vient de sa ressemblance avec la pie-grièche fiscale.

## Description
Il mesure 17 à 20 cm de longueur. Le mâle adulte est noir au-dessus et blanc dessous avec des taches alaires blanches et les côtés de la queue blancs. La femelle est brune et non noire sur le dessus. Le jeune ressemble à la femelle mais en plus terne et avec des taches brunes et des festons dessus et dessous.
Le mâle peut être confondu avec pie-grièche fiscale mais la pie-grièche a un gros bec crochu, une tache blanche sur l'épaule plutôt que sur la partie inférieure de l'aile inférieure et n'a pas de blanc sur la queue.

## Chant
Son chant est un pépiement faible, et son cri d'alarme est tssisk.

## Alimentation
Il se nourrit d'insectes souvent attrapés en vol.

## Reproduction
Il construit un nid en coupe fait de fines tiges et autres matières végétales et garni d'herbe placé dans un buisson dense.

## Répartition
On le trouve au Botswana, en Afrique du Sud, Lesotho, Mozambique et Swaziland. Il est vagabond en Namibie.

## Habitat
Cette espèce se rencontre dans les savanes boisées tropicales, les savanes sèches, les broussailles et les jardins suburbains.

## Taxonomie
S'appuyant sur diverses études phylogéniques, le Congrès ornithologique international (classification version 4.1, 2014) déplace cette espèce, alors placée dans le genre Sigelus Cabanis, 1850, dans le genre Melaenornis.

### Sous-espèces
D'après la classification de référence (version 14.2, 2024) du Congrès ornithologique international, cette espèce est constituée des sous-espèces suivantes :
- Melaenornis silens lawsoni Clancey, 1966 — sud du Botswana et nord de l'Afrique du Sud
- Melaenornis silens silens (Shaw, 1809) — Afrique du Sud.